# 廖澤
廖澤（1890年—1952年），字海濤。四川省江津縣城關人。早年於川軍中任職，退役後返家，中國國民黨黨員，後加入中國青年黨，為中國青年黨中央委員，1948年1月26日，中選所公布重慶市立委區域選舉如下：陳介生，龍文治，胡子昂，王履冰（女），廖澤（青年黨）五人當選立委，5月4日，總選所更正：查重慶市立法委員選舉結果，該市選所呈報廖澤列為當選人第五名，包華國列為候補人第一名，經本所查核，廖澤實得票1559票，包華國實得票9148票，相差7589票，依照得票次序，包華國為當選第五名，廖澤為候補人第四名，特請代為更正。

## 生平
民國2年（1913年）起，廖澤即在川軍任職。民國20年（1931年）後，在劉湘部隊任模範旅長、師長兼成都警備司令，後調四川省第十五行政督察區任行政督察專員。民國24年（1935年），代理劉湘部模範師長時，在貴州、川西等地阻擊北上的中国工农紅軍。連續追趕與相持達6月之久，前後俘殺紅軍千餘人。民國28年（1939年）退役還家。
離職後，廖澤以經商為主，任江津「仁」字號袍哥舵把子。民國38年（1949年），奉楊森之命，任反共保民軍第二軍軍長，委任軍隊要職人員，成立政工處、稽查處．設津巴綦聯防指揮部，並組織游擊武裝。1949年後，潛伏成都、重慶等地。1951年被捕。1952年被处决。